# Mábergsfjall
Mábergsfjall är en kulle i republiken Island. Den ligger i regionen Västfjordarna, 180 km nordväst om huvudstaden Reykjavík. Toppen på Mábergsfjall är 300 meter över havet.
Trakten runt Mábergsfjall är nära nog obefolkad, med mindre än två invånare per kvadratkilometer. Närmaste större samhälle är Patreksfjörður, omkring 13 kilometer norr om Mábergsfjall. Trakten runt Mábergsfjall består i huvudsak av gräsmarker.